# Сказание о царе Константине
«Сказание о царе Константине» — это произведение русского писателя XVI века Ивана Пересветова, которое представляет собой историческую повесть, основанную на событиях, связанных с византийским императором Константином XI и падением Константинополя в 1453 году. Иван Пересветов был русским писателем, публицистом и историком. Его биография не очень хорошо документирована, но известно, что он происходил из среды служилых людей и, вероятно, имел опыт военной службы. Его произведения отражают интересы и проблемы различных слоев общества, особенно служилых людей и крестьян. Пересветов был сторонником реформ и изменений в обществе. Его мировоззрение формировалось под влиянием социальных и политических реалий своего времени. Он критиковал злоупотребления власти, неэффективность управления и социальную несправедливость. В его работах прослеживается патриотизм и стремление к укреплению Руси. «Сказание о царе Константине» было написано в контексте роста интереса к истории и культуре Византии, а также к вопросам государственной власти. Произведение могло быть создано как реакция на внутренние и внешние вызовы, с которыми сталкивалась Русь в XVI веке. Содержание «Сказания о царе Константине» включает в себя:
1. Исторический контекст: Описание событий, предшествующих падению Константинополя.
2. Персонажи: Образ Константина XI как символа мужества и патриотизма.
3. Тема борьбы: Противостояние между Востоком и Западом, христианством и исламом.
4. Социальные размышления: Критика социальной несправедливости и призыв к единству русского народа.
Произведение имеет ярко выраженный патриотический настрой и призывает к объединению русских земель для противостояния внешним угрозам.